# Hesperornitiformes
Els hesperornites (Hesperornithes) són un tàxon extint i altament especialitzat d'aus dentades del Cretaci. Usualment es considera una subclasse que inclou un sol ordre, Hesperornithiformes. Eren aus aparentment limitades a hàbitats aquàtics a l'hemisferi nord, inclou gèneres com Hesperornis, Parahesperornis, Baptornis, Enaliornis, i probablement Potamornis, totes aus aquàtiques depredadores i grans nedadores. Moltes, si no totes les espècies eren completament incapaces de volar.
La més gran Herperornithiforme coneguda, descrita el 1999, és Canadaga arctica, que va poder haver arribat a una longitud màxima d'adult de més d'1,5 metres.
Les aus Herperornithiformes foren, en termes estrictes, els únics dinosaures del Mesozoic que van colonitzar els oceans (tècnicament, totes les aus són dinosaures); els rèptils aquàtics d'aquell temps, com els ictiosaures i plesiosaures, no eren dinosaures. Les aus Herperornithiformes es van extingir al límit K-Pg, junt amb les protoaus enantiornites, tots els dinosaures no-avians, i moltes altres formes de vida.

## Anatomia i ecologia
La major part del que es coneix d'aquest grup es basa en l'anàlisi d'una sola espècie, ja que poques aporten fòssils suficientment diversos com per a ser analitzats. En la majoria dels casos, el que es considera real per a un hesperornitiforme s'aplica a les altres, ja que aquestes aus eren bastant estereotípiques i extremes en les seves autoapomorfies.
Encara que algunes de les espècies menors podrien ser capaces de volar, Hesperornis i Baptornis només tenien ales vestigials. Com en les aus bussejadores que es propulsen amb les potes, el fèmur i el metatars eren curts, mentre que la tíbia era llarga. Les potes estaven també disposades molt endarrere al cos, com en els cabussadors, calàbries o pingüins actuals. Els hesperornítids han d'haver sigut poderosos nedadors i bussejadors, però extremadament incapaços a la terra, i probablement passaven poc temps fora de l'aigua excepte per a nidar (de fet, s'ha suggerit que no incubaven els seus ous)Plantilla:Sinref.
Alguns investigadors pensen que a terra havien d'arrossegar-se sobre el ventre i empènyer amb les potes; les articulacions de la cintura i el genoll estaven conformades de manera que aquestes aus no podien moure-les de dalt a baix, i en posició de repòs les potes es projectaven cap als costats del cos, cosa que les hauria impedit caminar ertes. Mentre que Hesperornis probablement tenia lòbuls de pell als dits similars als dels cabussadors dels nostres dies, els dits de Baptornis no podien rotar (el que és necessari als peus lobats per a reduir l'arrossegament) i, per tant, eren més probablement palmats, com les calàbries. Els ossos densos d'aquestes aus disminuïen la seva flotabilitat, el que feia més fàcil el capbussament.
El bec era llarg, probablement ganxut a la punta, i portava una sèrie simple de dents agudes que estaven disposades a un forat longitudinal; probablement servien per a atrapar peixos, com el que fa el pic serrat de les serretes actuals; a diferència de les dents rèptilians d'altres aus dentades, els dels hesperornitiformes eren únics. Donat que la dentició és induïda per un mecanisme genètic bastant simple, és inclús possible que aquestes aus reevolucionin les dents i que alguns dels seus antecessors fossin desdentats.

## Sistemàtica i evolució

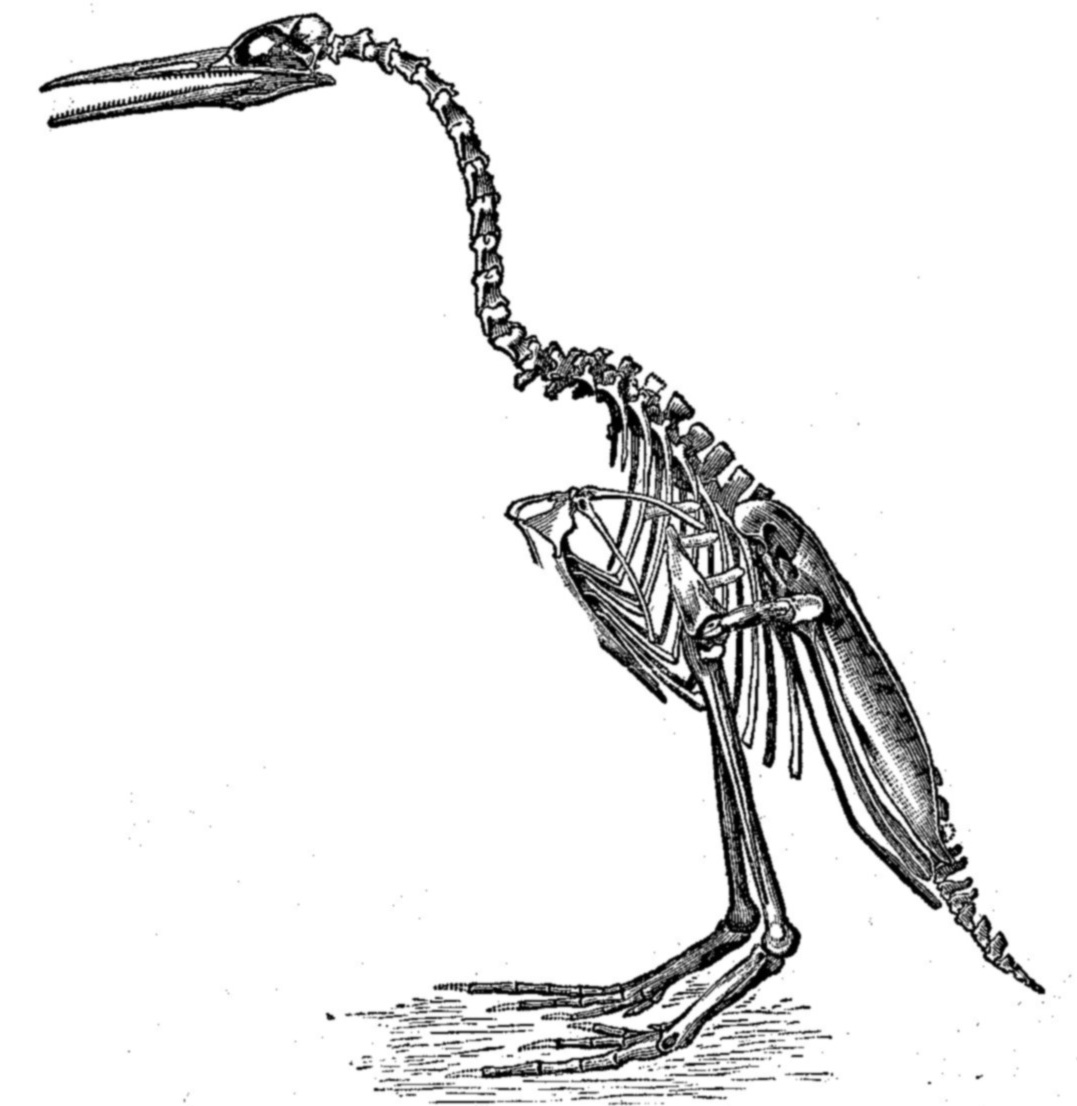
Hesperornis regalis reconstrucció per Marsh. Encara que és una representació popular, es coneix ara que aquesta au era completament incapaç d'adoptar aquella postura. Veure més arriba sobre la posició correcta de les potes.

Originalment aquestes aus foren agrupades, junt amb Ichthyornis, al grup parafilètic Odontornithes per Othniel Charles Marsh, el 1873. El 1875 foren separades com Odontolcae. El grup va ser considerat relacionat amb les calàbries i cabussadors.
Actualment, les aus hesperornitiformes es reconeixen com un llinatge molt especialitzat que no és ancestral ni relacionat molt pròximament a les aus modernes. Encara que, la seva relació és bastant propera donat que probablement van divergir dels ancestres dels actuals ocells en una data tan tardana com el principi del Cretaci.
Les hesperornítides són aus Ornithurae, és a dir amb el tipus de pigostil que també es troba a les aus modernes. S'ha suggerit que els ancestres d'Hesperornithes, fa uns 130-150 milions d'anys, poden haver sigut aus similars a Gansus yumenensis, després de descobrir que aquest últim és un ornítur primitiu que vivia fa algun temps abans de la radiació principal de les hesperornítides. Donada la tendència de les aus que s'han tornat no voladores en incrementar marcadament la seva mida en només uns pocs milions d'anys, la probabilitat que Hesperornithes deriven d'un animal almenys superficialment similar i de relació no gaire llunyana a Gansus és bastant alta. El nou material fòssil d'aquesta espècie hauria de ser ajudar a la determinació d'un cert nombre de sinapomorfías d'Hesperornithiformes i altres orníturs, les quals han sigut fins ara entorpides per nombroses autapomòrfias dels primers.
La pèrdua i/o fusió de vèrtebres caudals en estructures com el pigostil va ser una tendència general en l'evolució de les aus del Cretaci, i un pigostil complet i les estructures associades poden haver evolucionat més d'una vegada a formes similars. El fet que Gansus tingués ossos densos no neumatitzats, com els de Hesperornithiformes, encara que no fos un bussejador especialitzat, és interessant de ressaltar. De manera similar, l'estructura òssia de Hesperornis indica que, al contrari que Enantiornithes i en la línia amb altres Ornithurae, mostrava un creixement ràpid i ininterromput fins a la mida adulta.
L'hesperornitiforme més antic conegut és Enaliornis del Cretaci Inferior, encara que aquestes aus són només tentativament assignades a aquest grup a causa de la mala preservació de les seues restes. La majoria dels tàxons coneguts d'Hesperornithiformes són del Cretaci Superior. Es coneixen ossos Hesperornithiformes petits de dipòsits d'aigües dolces del Cretaci Superior del grup fluvial Judith, així com del rierol Hell i les formacions Lance, així com en llocs euroasiàtics. Aquestes aus eren de la mida aproximada d'un cormorà o una calàbria. Per verificada està la presència del llinatge al voltant de la regió antàrtica, que era una regió temperada lliure de gels en aquells temps.

### Sistemàtica
Subclasse HESPERORNITHES

És tractada usualment com un equivalent d'Hesperornithiformes. Tot i això, donat que les incerteses a l'evolució de les dents i la falta de vol en Hesperornithes, com es ressalta a dalt, aquí és considerat un grup diferent, de forma que els taxons ancestrals no han de ser ubicats junts amb els més avançats.
- Taxons basals i no resolts
  - Gènere Asiahesperornis (Cretaci Superior) - ¿hesperornítid?
  - Gènere Judinornis (Cretaci Superior)
  - Gènere Pasquiaornis (Cretaci Superior)
  - Hesperornithes gènere i espècie indeterminats (Cretaci Superior Zhuravlovskaya/Zhuravlevo de Kushmurun, Kazakhstán)[5]
  - Hesperornithes gènere i espècie indeterminat TMP 89.81.12 (Cretaci Superior Dinosaur Park de Iddesleigh, Canadà)[6]

- Ordre HESPERORNITHIFORMES
  - Família Enaliornithidae
    - Gènere Baptornis (Cretaci Superior) - inclou Parascaniornis

  - Família Hesperornithidae
    - Gènere Hesperornis (Cretaci Superior)
    - Gènere Parahesperornis (Cretaci Superior)
    - Gènere Canadaga (Cretaci Superior)
    - Gènere Coniornis (Cretaci Superior) – a vegades inclou a Hesperornis

- A vegades assignades a Hesperornithes, però de relacions reals no clares

- - cf. Parahesperornis " (Cretaci Superior Nemegt de Tsagaan Kushu, Mongòlia) - ¿hesperornitiforme (hesperornítido)?
  - Gènere Neogaeornis (Cretaci Superior) - ¿baptornítid, neornite (Gaviiforme, Procellariiforme)?
  - Gènere Potamornis (Cretaci Superior Lance de Buck Creek, USA) - ¿hesperornítido? ¿baptornítido? ¿enaliornítido?